# Herz und Mund und Tat und Leben
Herz und Mund und Tat und Leben, BWV 147 ― кантата № 147 Иоганна Себастьяна Баха. Была написана в Веймаре и позже переработана в Лейпциге к празднику Посещения Девы Марии. Первое исполнение произведения состоялось 2 июля 1723 года. Большая часть текста кантаты написана Соломоном Франком.

## Структура
Кантата состоит из десяти частей, каждая из которых во время службы делилась на две части (они исполнялись соответственно до и после проповеди).
1. Хор «Herz und Mund und Tat und Leben»
2. Речитатив «Gebenedeiter Mund»
3. Ария «Schäme dich, o Seele nicht»
4. Речитатив «Verstockung kann Gewaltige veblenden»
5. Ария «Bereite dir, Jesu, noch itzo die Bahn»
6. Хорал «Wohl mir, daß ich Jesum habe»
7. Ария «Hilf, Jesu, hilf, daß ich auch dich bekenne»
8. Речитатив «Der höchsten Allmacht Wunderhand»
9. Ария «Ich will von Jesu Wundern singen»
10. Хорал «Jesu bleibet meine Freude»

Наиболее популярен хорал «Jesu bleibet meine Freude», который зачастую исполняется как автономное произведение, например, в фортепианной обработке Майры Хесс.